# Rusłana Cychoćka
Rusłana Cychoćka (ukr.: Руслана Цихоцька; ur. 23 marca 1986) – ukraińska lekkoatletka specjalizująca się w trójskoku i skoku w dal.
Dwukrotna brązowa medalistka światowych wojskowych igrzysk sportowych z 2011. W tym samym roku bez powodzenia startowała na mistrzostwach świata w Daegu. W 2012 nie przeszła przez eliminacje podczas halowych mistrzostw świata w Stambule i europejskiego czempionatu w Helsinkach. W 2013 bez powodzenia startowała na halowych mistrzostwach Starego Kontynentu w Göteborgu.
Medalistka mistrzostw Ukrainy i reprezentantka kraju w meczach międzypaństwowych.

## Osiągnięcia
| Rok  | Impreza                             | Konkurencja    | Miejsce    | Lokata            | Wynik (m) |
| ---- | ----------------------------------- | -------------- | ---------- | ----------------- | --------- |
| 2011 | Światowe wojskowe igrzyska sportowe | Rio de Janeiro | skok w dal | 3. miejsce        | 6,23      |
| 2011 | Światowe wojskowe igrzyska sportowe | Rio de Janeiro | trójskok   | 3. miejsce        | 14,05     |
| 2011 | Mistrzostwa świata                  | Daegu          | trójskok   | el. – 32. miejsce | 13,28     |
| 2012 | Halowe mistrzostwa świata           | Stambuł        | trójskok   | el. – 27. miejsce | 13,21     |
| 2012 | Mistrzostwa Europy                  | Helsinki       | trójskok   | el. – 17. miejsce | 13,87     |
| 2013 | Halowe mistrzostwa Europy           | Göteborg       | trójskok   | el. – 18. miejsce | 13,10     |
| 2013 | Mistrzostwa świata                  | Moskwa         | trójskok   | el. – 16. miejsce | 13,51     |
| 2016 | Mistrzostwa Europy                  | Amsterdam      | trójskok   | el. – 14. miejsce | 13,78     |
| 2016 | Igrzyska olimpijskie                | Rio de Janeiro | trójskok   | el. – 26. miejsce | 13,63     |
| 2017 | Halowe mistrzostwa Europy           | Belgrad        | trójskok   | el. – 16. miejsce | 13,31     |

## Rekordy życiowe
- Skok w dal – 6,44 (2011)
- Skok w dal (hala) – 6,40 (2012)
- Trójskok – 14,53 (2012)
- Trójskok (hala) – 14,00 (2012)